# クリイロコミミガイ
クリイロコミミガイ（栗色小耳貝）、学名 Laemodonta siamensis は、有肺目オカミミガイ科に分類される巻貝の一種。西太平洋暖海域に分布し、内湾干潟の満潮線付近に生息する。和名は「貝」を省略し、クリイロコミミと呼ばれることもある。

## 特徴
成貝の貝殻は殻高8mmほどで、オカミミガイ科としては小型だが、Laemodonta 属の中では大型種である。殻は濃褐色・薄質でラグビーボールのような紡錘形をしている。殻には細かい螺肋が走り、横縞模様に見える。さらに螺肋上は低い顆粒も並ぶが、これは肉眼ではわかりにくい。通常は成貝の殻頂は浸食され欠ける。殻口は紡錘形で外側には張り出さず、内側に2歯・軸唇と外側にそれぞれ1歯がある。同属種にしばしば見られる臍孔や微毛はなく、縫帯も弱く、周辺の角張りもない。同属のウスコミミガイ L. exaratoides、マキスジコミミガイ L. monilifera 等は本種と似ているが、これらの同属種の殻頂は通常欠けず尖る。また生息環境も異なる。
伊勢湾以南の南日本、朝鮮半島南部、台湾、東南アジアまで、西太平洋の熱帯・亜熱帯域に分布する。学名の種名"siamensis"は「シャムに棲む」の意である。
内湾の泥質干潟や、その陸側のヨシ原・マングローブ域に生息し、満潮線付近の泥に半ば埋まった石の下に潜む。大潮の満潮時には短時間水没する程度の高さに生息し、生体の周囲にはカタツムリのものに似た紐状の糞も見られる。同所的にはナラビオカミミガイ、ウミニナ、フトヘナタリ、カワザンショウ類、ユビアカベンケイガニ等が見られる。

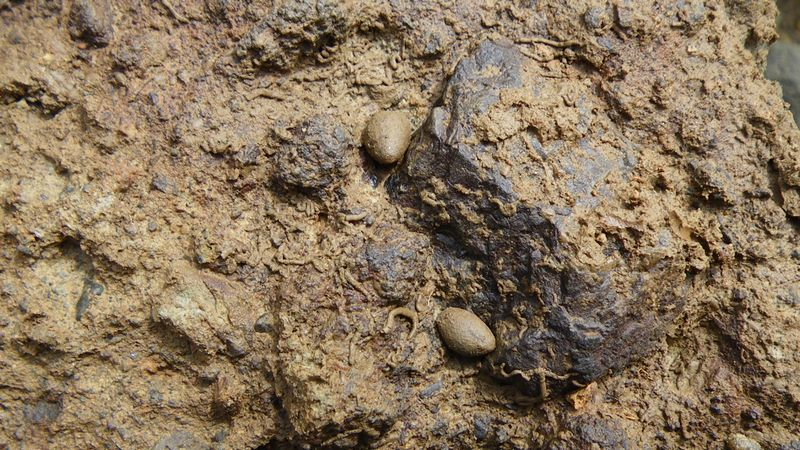
石をひっくり返したところ。周囲の紐状のものは本種の糞

## 日本における保全活動状況
- 絶滅危惧I類 (CR+EN)（環境省レッドリスト）
- 県別レッドリスト
  - 絶滅危惧I類 - 愛媛県・大分県・福岡県・佐賀県・長崎県
  - 絶滅危惧II類 - 三重県・徳島県・熊本県・鹿児島県
  - 情報不足 - 宮崎県
- 「長崎県未来環境条例」が指定する「希少野生動植物種」 - 2009年[3]

オカミミガイ科他種と同じく、人間の活動の影響で生息地が減少している。干潟から陸地へ移行する区域に生息しているが、この区域は小規模な環境の改変でも消滅しやすい。干潟の埋立までせずとも、道路や船着場の建設などで消滅することがある。
日本産オカミミガイ科の中では分布域は広いが生息地は少ない。南西諸島より九州・四国・本州での生息地が危機的状況にあるとされている。日本の環境省が作成した貝類レッドリスト2007年版では、最も絶滅が危惧される「絶滅危惧I類」の一種として掲載された。また各県が独自に作成したレッドリストでも、10県で絶滅危惧種として挙げられている。